# Memorial Irmã Dulce
O Memorial Irmã Dulce (MID) é uma exposição permanente sobre a vida e a obra da freira baiana Irmã Dulce, que tem a função de guardar e divulgar o seu legado. Foi inaugurado em Salvador em 1993, um ano após sua morte, e recebe cerca de vinte mil visitas anuais. O memorial está localizado num prédio anexo ao Convento Santo Antônio, na sede das Obras Sociais Irmã Dulce (OSID), no bairro Roma.
Em 2014, o Memorial recebeu 100 mil visitantes, um aumento de 26% em relação ao ano anterior.[carece de fontes?]
A inauguração do Memorial Irmã Dulce foi viabilizada por doações de empresários e idealizada por admiradores, amigos e familiares da Irmã. O local também faz parte de um projeto da Superintendência de Fomento ao Turismo do Estado da Bahia (Bahiatursa), com apoio do Sindicato das Empresas de Turismo da Bahia, que busca incluir o estado da Bahia no roteiro de turismo religioso no País.
A exposição consiste em uma visita ao quarto da Irmã Dulce e uma ida ao túmulo da religiosa, localizado na Capela das Relíquias, no Santuário da Bem-aventurada Dulce dos Pobres, onde seu corpo está desde 2010. Em seu quarto, protegido por uma redoma de vidro, é possível observar a cama, escrivaninha, prêmios e estatuetas que ela guardava consigo e a cadeira onde dormiu nos últimos 30 anos de sua vida devido ao cumprimento de uma promessa. São nove mil objetos ao todo. Entre os mais significantes, está a estatueta de Santo Antônio, do século XVIII, que pertencia a família da freira e para o qual ela rezava.